# Valentin Wagner

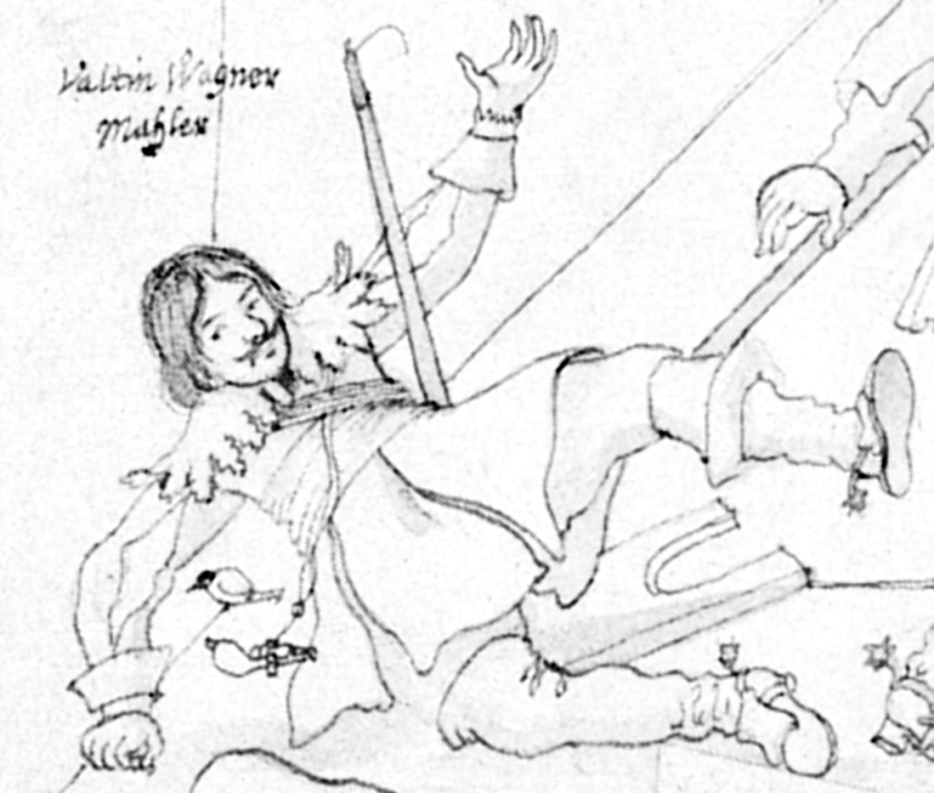
Selbstporträt Valentin Wagners aus der Niddaer Sauhatz 1633, Detail

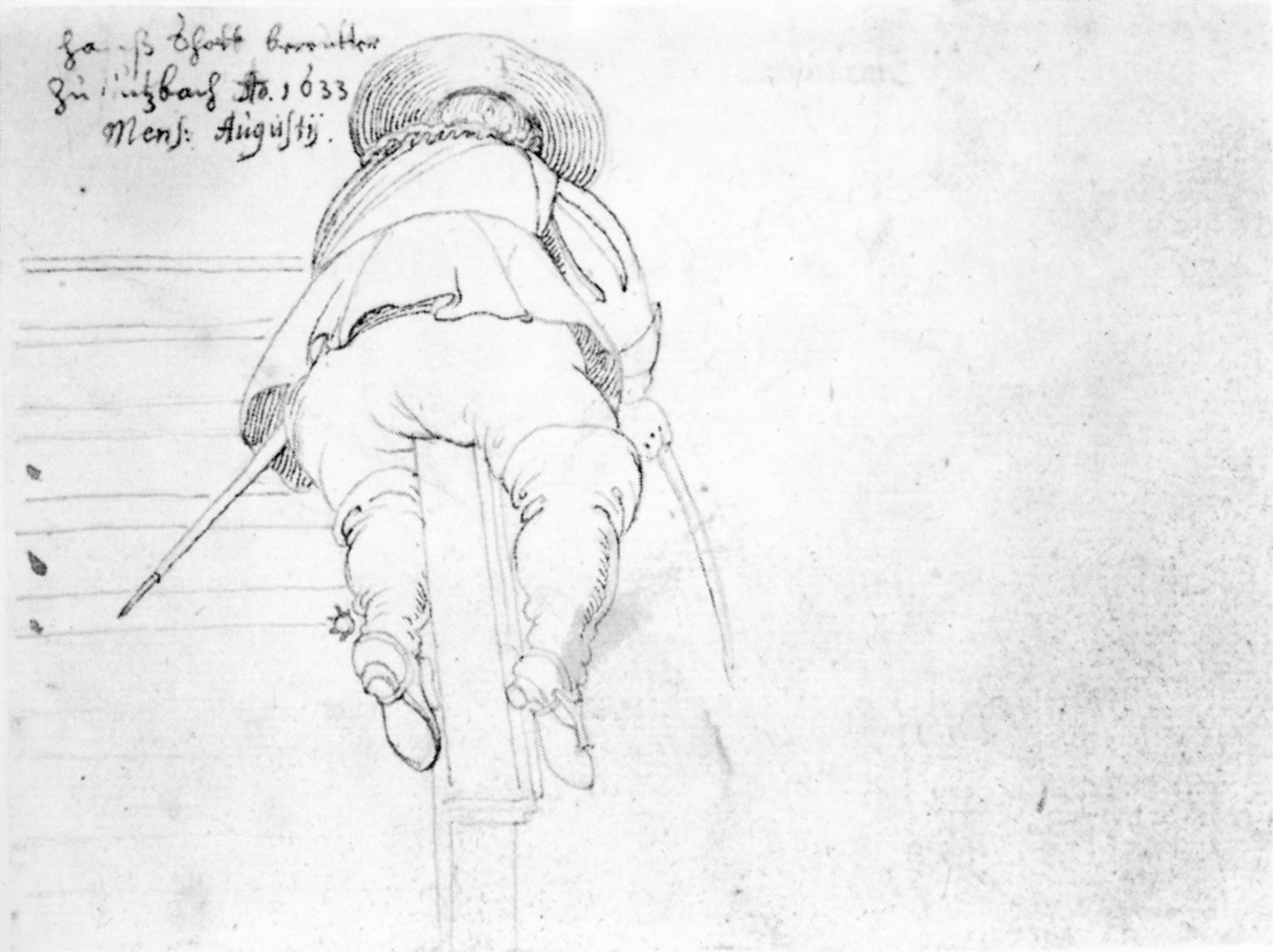
Bereiter Hans Schott rutscht das Treppengeländer herunter (Butzbach, 1633)

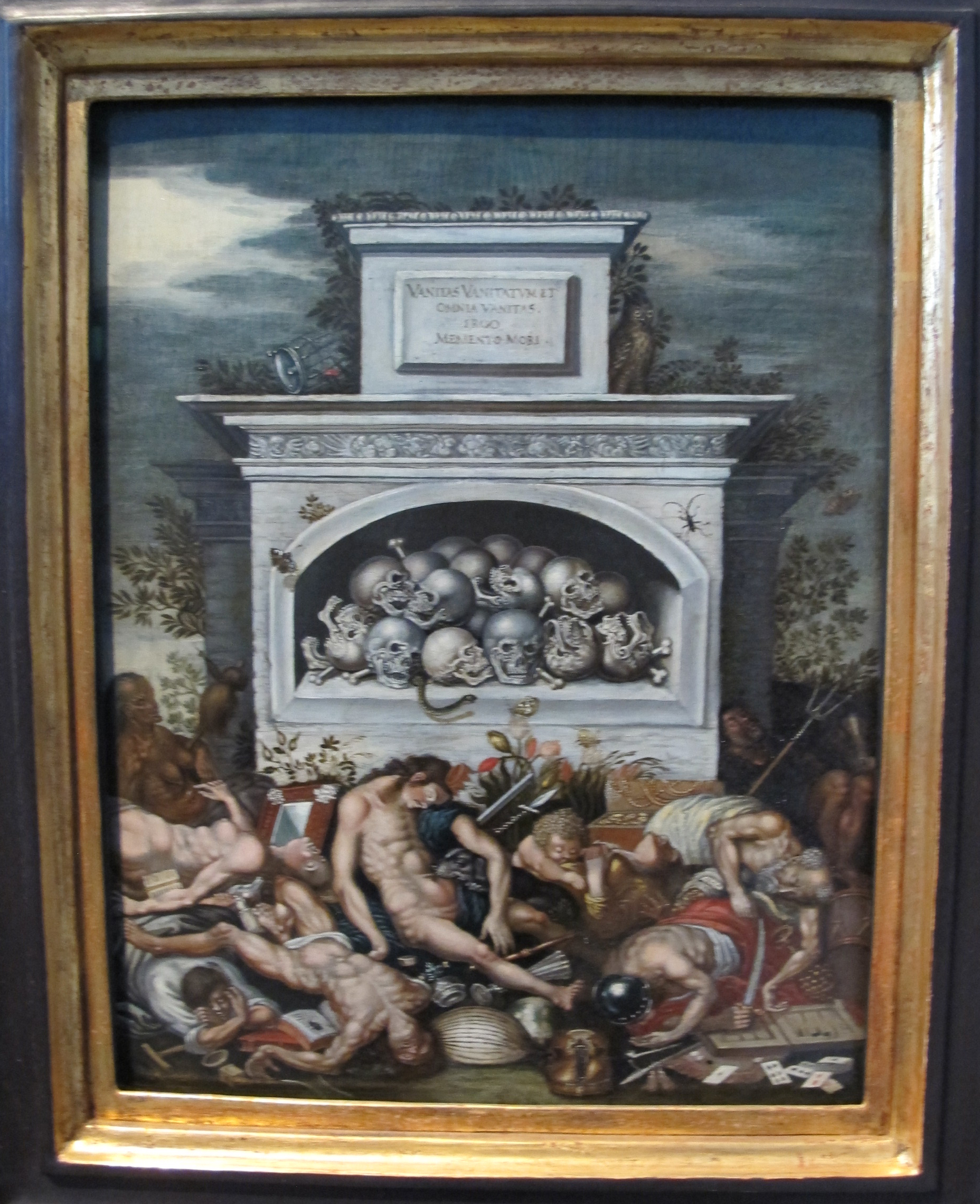
Vanitas-Allegorie im Germanischen Nationalmuseum

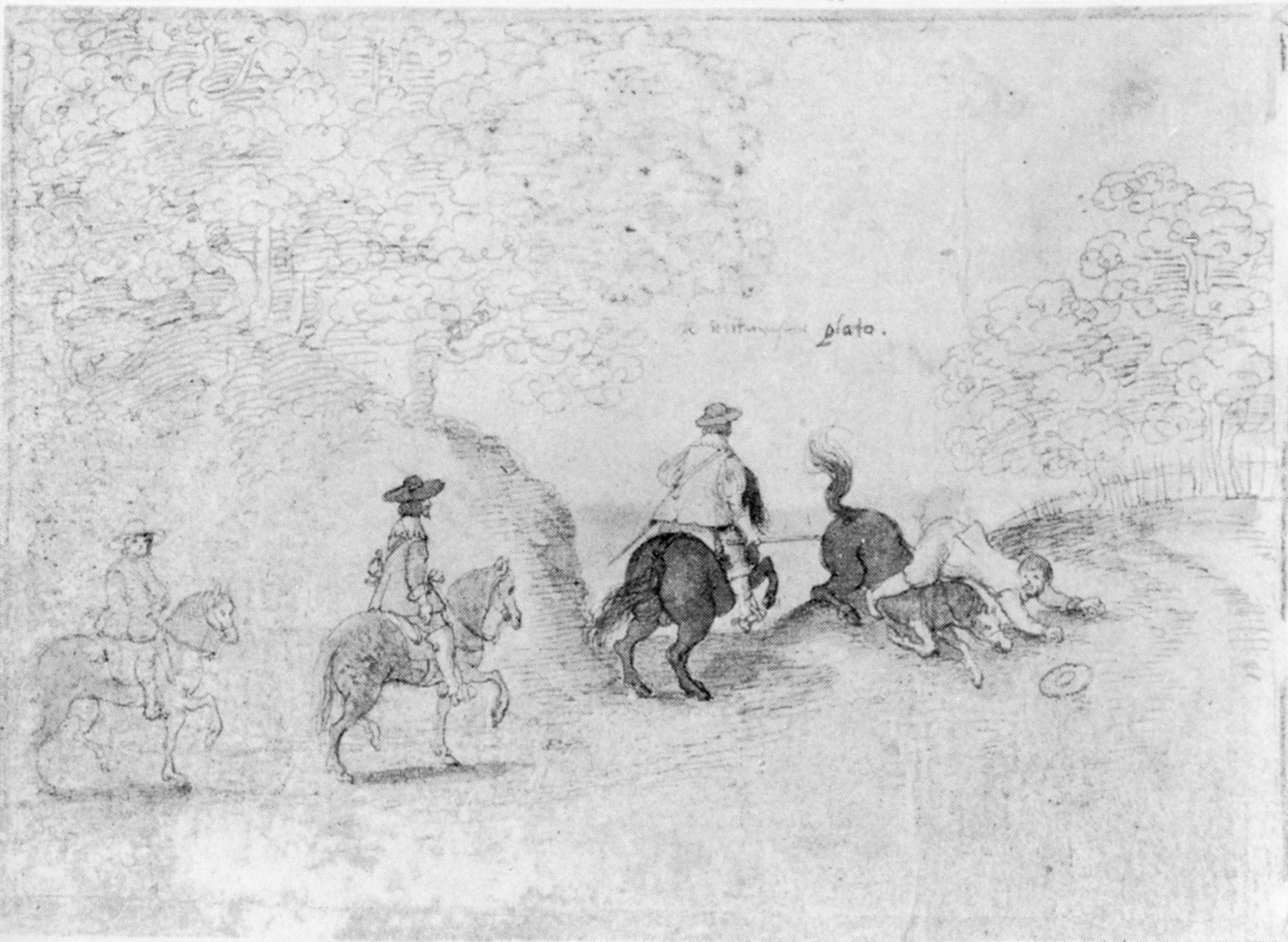
Reitunfall des Rittmeisters Caspar von Plato

Valentin Wagner (* um 1610 in Dresden; † 1655 ebenda) war ein deutscher Zeichner im 17. Jahrhundert in der Zeit des Dreißigjährigen Kriegs.

## Leben
Über das Leben von Valentin Wagner liegen nur sehr bruchstückhafte Angaben vor. Sein gleichnamiger Vater hatte sich in der kursächsischen Residenzstadt Dresden niedergelassen und arbeitete dort als Maler. Valentin Wagner der Ältere hatte es zu einem ansehnlichen Wohlstand gebracht. Am 31. Mai 1606 erwarb er das Dresdner Bürgerrecht. Im gleichen Jahr kaufte er für 650 fl das Haus Wilsdruffer Gasse Nr. 21.
Das Geburtsjahr des Sohnes, der ebenfalls Maler wurde, kann nur erschlossen werden, da er sich häufiger als Randfigur seiner porträtierten Szenen abgebildet hat. In den frühesten bekannten Skizzen erscheint Valentin Wagner der Jüngere als junger, mittelgroßer, schlanker Mann – etwa Mitte zwanzig – in der damaligen Mode mit spitzem Henri-Quatre-Bart, woraus das Geburtsjahr um 1610 erschlossen wird. Vermutlich ging er bei seinem Vater in die Lehre. Die frühesten Skizzen liegen aus der Zeit um 1627 vor.
Bereits vor dem Tod des Vaters 1632 verließ Valentin Wagner Dresden. Eine Gesellenwanderschaft führte ihn über Würzburg, Nürnberg und Regensburg nach Wien, was aus datierten Skizzen in seinem Reiseskizzenbuch hervorgeht. Ebenfalls 1631 reiste er nach Frankfurt am Main, wo er sich später immer wieder für längere Zeit aufhalten sollte. In diesen Jahren scheint er in Kontakt mit zahlreichen bekannteren Künstlern, besonders der 1630 gegründeten Frankfurter Malergesellschaft, gestanden zu haben, darunter Philipp Uffenbach, Matthäus Merian, Johann Lorenz Müller und Johann Elsheimer. Auch Wenzel Hollar hielt sich zu dieser Zeit in Frankfurt auf und arbeitete in der Werkstatt Merians. Die Kontakte gehen möglicherweise auf Wilhelm Dilich zurück, der als gebürtiger Hesse seit 1625 in Dresden arbeitete.
In den Jahren 1631/32 begleitete Wagner den Landgrafen Philipp III. von Hessen-Butzbach auf dessen Reisen zur Brautwerbung nach Ostfriesland. In der folgenden Zeit besuchte er zahlreiche Orte in Hessen, teilweise im Gefolge des Landgrafen, teilweise allein oder in Begleitung anderer Personen. Seine Skizzen zeigen Ansichten von Bad Schwalbach, Adolfseck, Darmstadt und Nidda sowie Reisen in den Odenwald (Burg Rodenstein) und den Vogelsberg. Valentin Wagner reiste 1634 in seine Heimatstadt Dresden, ist aber bald danach wieder in Hessen zu belegen, wo er sich in Darmstadt, Frankfurt, Hanau sowie in Butzbach aufhielt. Aus den Jahren 1635 und 1637 ist nichts über seinen Aufenthaltsort bekannt. Er entrichtete 1636 in Dresden sein Bürgergeld und scheint bald danach das dortige Elternhaus bezogen zu haben. Das Reiseskizzenbuch weist keine später datierten Ansichten auf.
Vermutlich hatte er sich in dieser Zeit in Dresden etabliert und dort zahlreiche Aufträge erhalten. Im Auftrag des sächsischen Hofes malte er mehrere Miniaturbildnisse, unter anderem von Kurfürst Johann Georg I. und dessen Frau Magdalena Sibylle von Preußen. Hohe Hofbeamte wie Christian Reichbrod zu Schrenckendorff oder der Hofprediger Jacob Weller gehörten ebenfalls zu seinen Kunden. Belegbar sind auch in der Dresdner Kunstkammer Zeichnungen mit alttestamentlichen Szenen und Historienbilder. Bis zu seinem Tod 1655 sind keine weiteren Lebensdaten bekannt. Dies liegt aber auch daran, dass die überlieferten Zeichnungen und Skizzen nicht sein Hauptwerk darstellten.

## Werk
Wagner bezeichnete sich selbst 1636 in seinem Dresdner Bürgerbucheintrag als Conterfacter (Porträtmaler). Von seiner Haupttätigkeit als Maler sind nur zwei ihm zugeschriebene Gemälde bekannt. Dabei handelt es sich um eine Vanitas-Allegorie, die sich in den Beständen des Germanischen Nationalmuseums befindet, und um ein Gemälde des Raubes der Sabinerinnen. Von großer Bedeutung sind seine erhaltenen Skizzen, besonders das Reiseskizzenbuch, das in der Wiener Albertina aufbewahrt wird, sowie ein Jagdskizzenbuch (Niddaer Sauhatz) im Hessischen Staatsarchiv Darmstadt.
Die Skizzen lassen sich in drei Themenbereiche unterteilen: Orts- und Landschaftsdarstellungen, Porträts von Menschen und Tieren sowie humorvolle Alltagsszenen. Sie zeigen oft Darstellungen auf kleinstem Raum mit wenigen Strichen, wobei Wagners Fähigkeiten als Maler von Miniaturen deutlich werden. Mehr Sorgfalt verwendete er auf die Porträtskizzen. Einzigartig sind die Alltagsszenen, in denen Wagner gezielt die Situationskomik festzuhalten versuchte, was durch Datierung und Namensbezeichnungen in den Skizzen unterstrichen wird. Im Gegensatz zu den bekannteren Malern aus der Zeit des Dreißigjährigen Krieges wie Jacques Callot und Hans Ulrich Franck skizzierte Wagner nicht die Schrecken des Krieges, sondern lebendige Szenen aus dieser Zeit.
Bis in die 1940er Jahre zählte Wagner zu den zahlreichen unbekannteren Künstlern des 17. Jahrhunderts. Erst seit dieser Zeit hat eine verstärkte Auseinandersetzung mit seiner Künstlergeneration eingesetzt, die vom Dreißigjährigen Krieg geprägt war. Das Gesamtwerk Valentin Wagners wurde vom 13. Februar bis 20. April 2003 mit einer Ausstellung im Hessischen Landesmuseum Darmstadt gewürdigt.

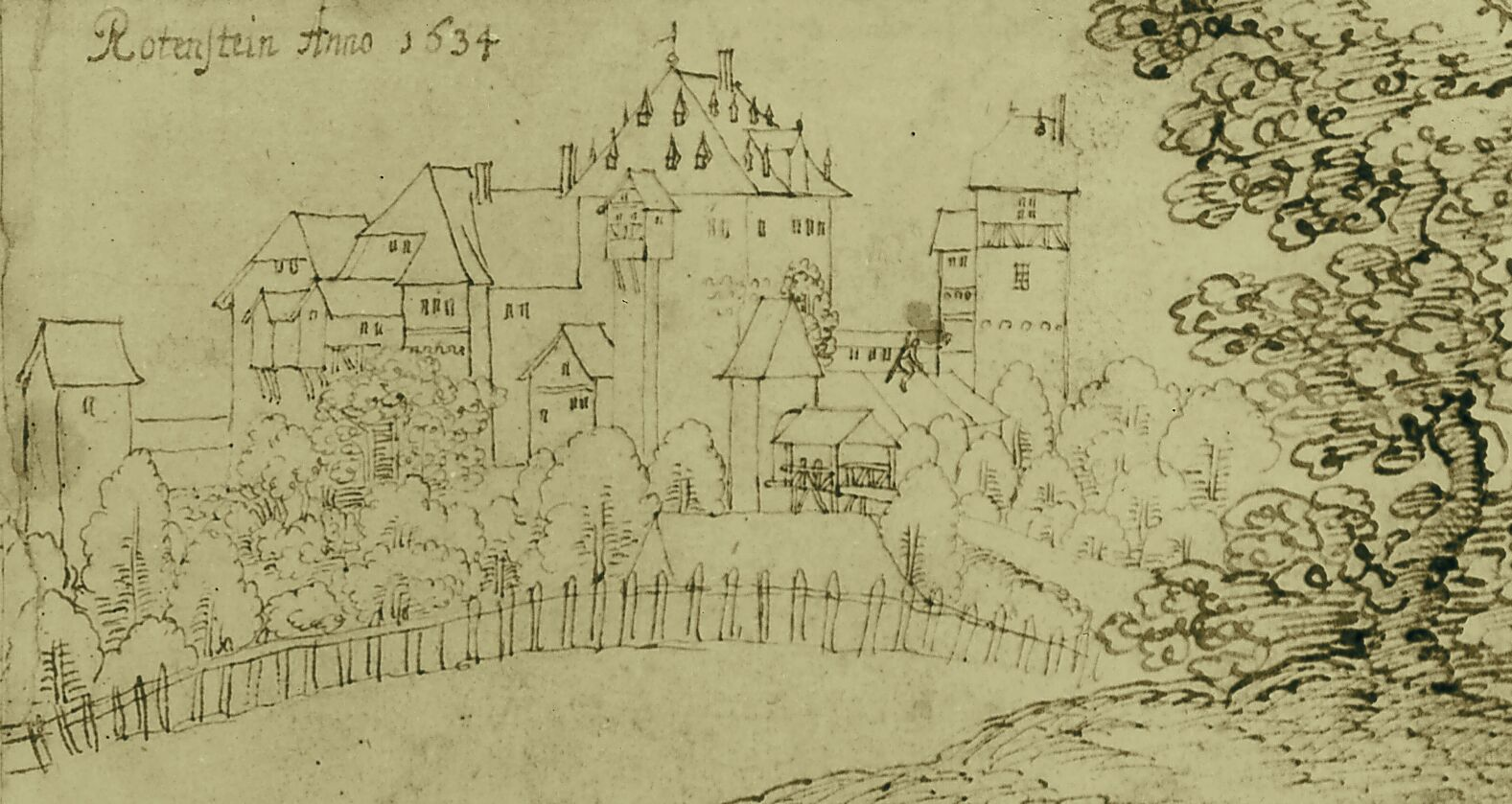
Ansicht der Burg Rodenstein im Odenwald. (1634)
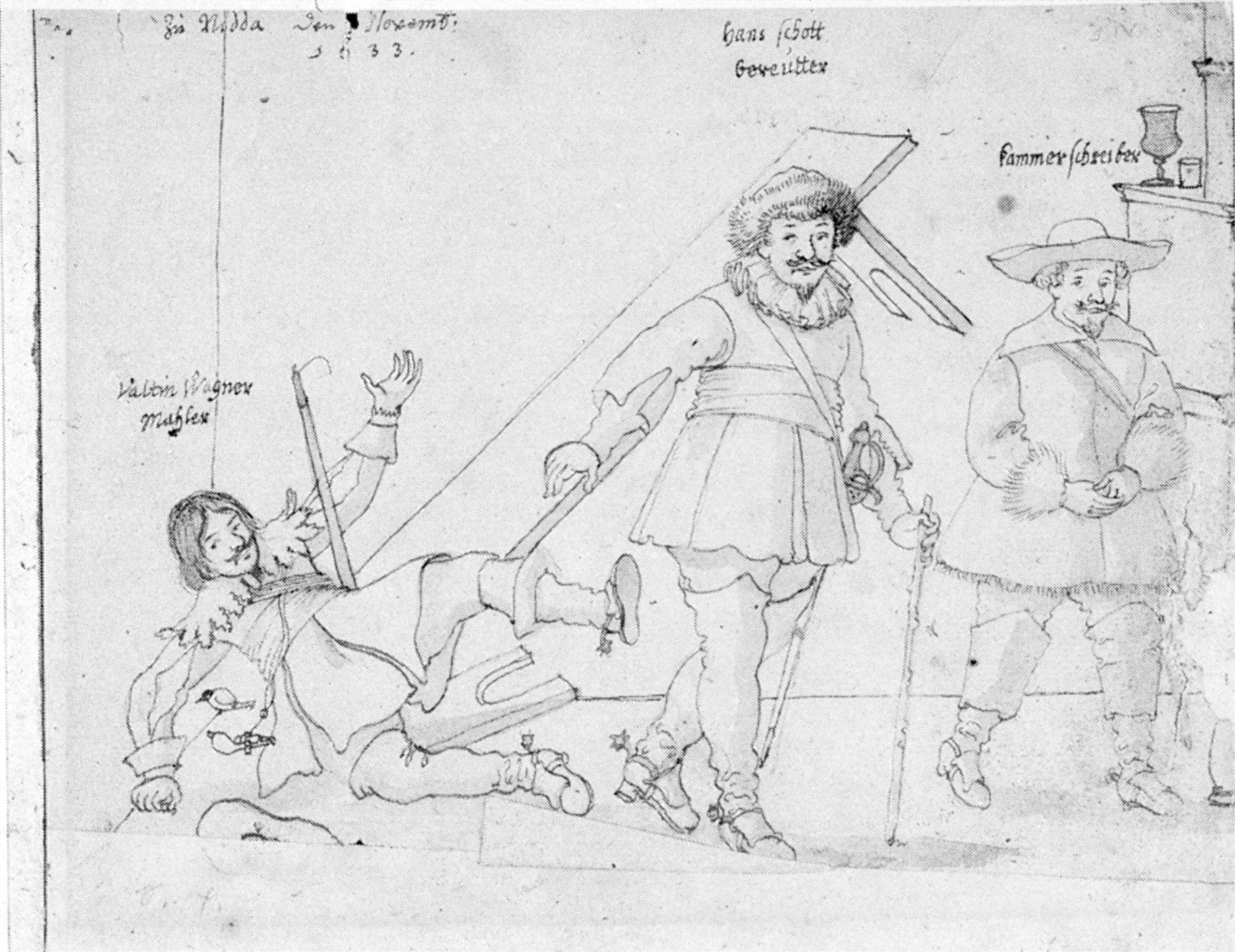
Sitzbank bricht unter Valentin Wagner zusammen. (Nidda 1633)
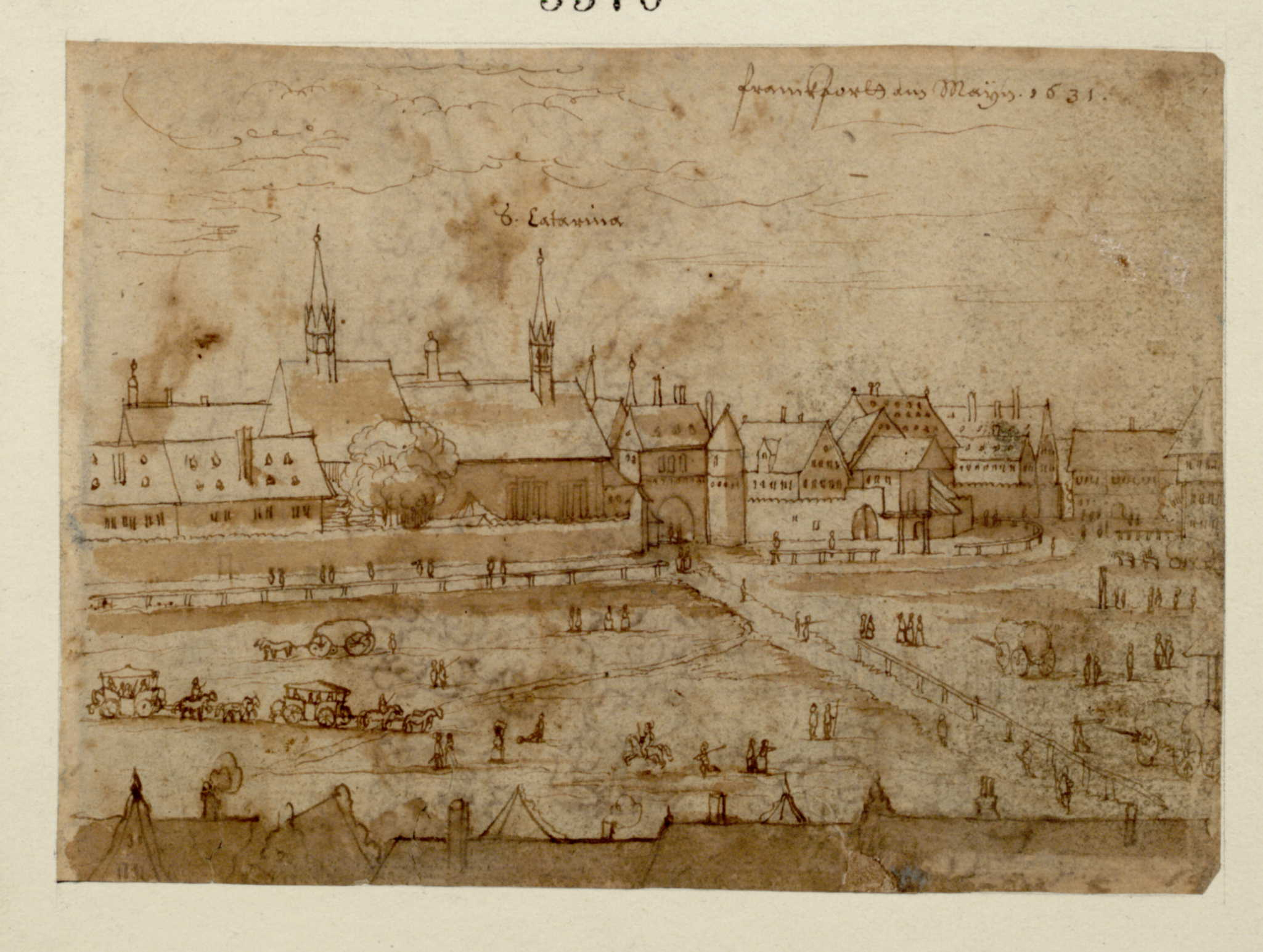
Zeil und Katharinenkirche in Frankfurt am Main. (1631)
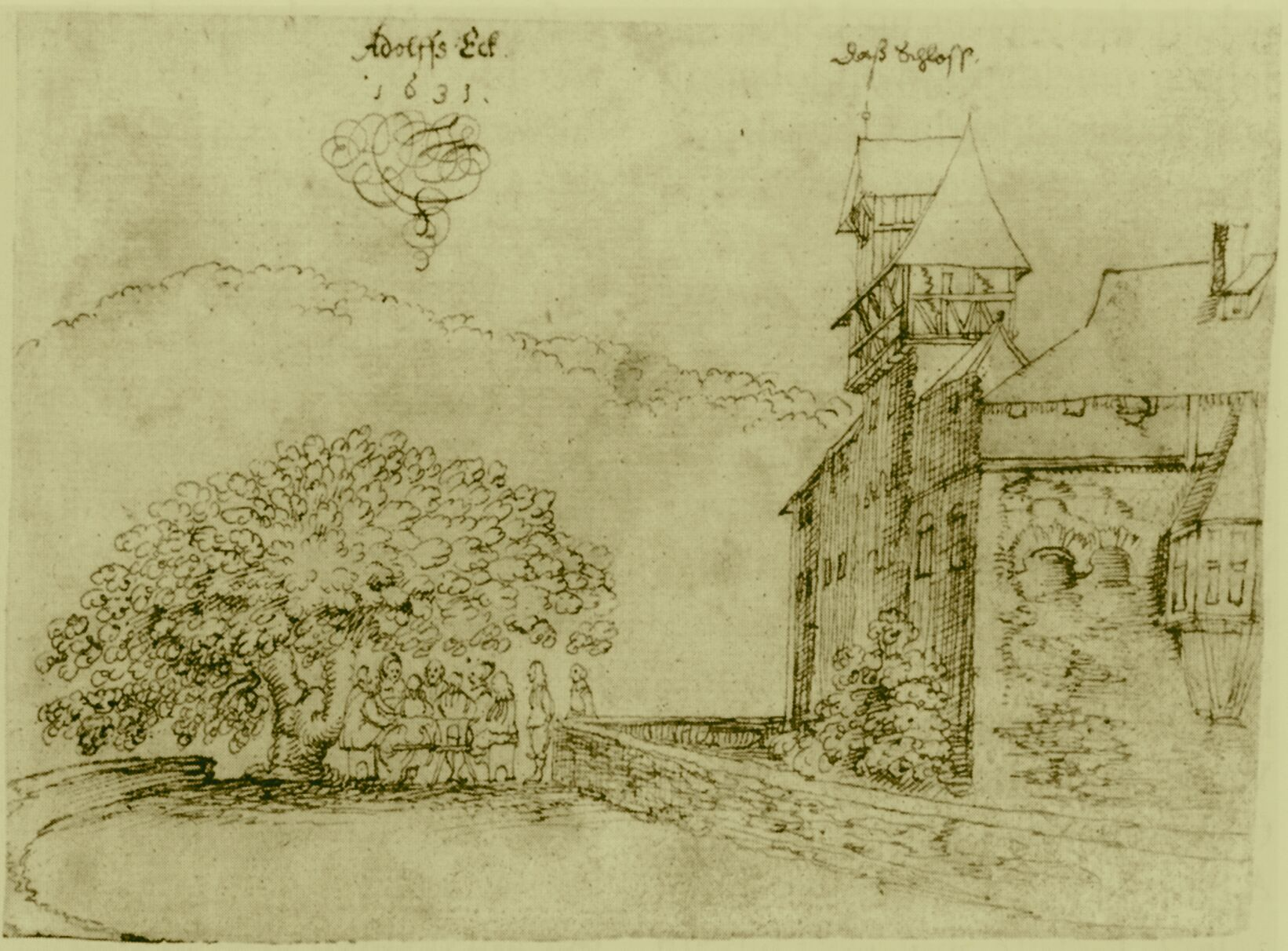
Burg Adolfseck, Torturm und Palas der Burg mit Erker, davor unter einem Lindenbaum eine Tafelgesellschaft. (1631)
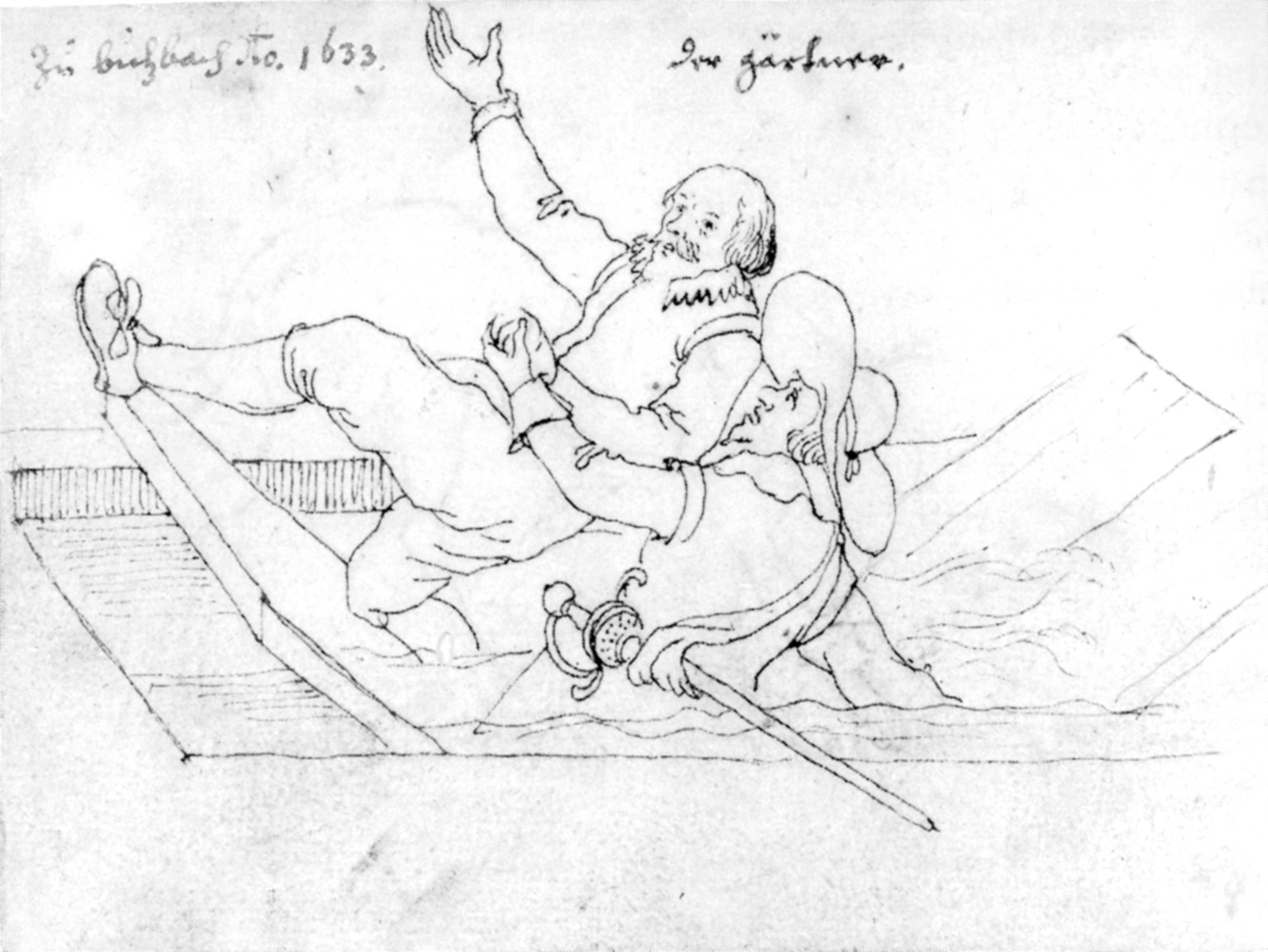
Der Gärtner und ein Kavalier brechen zu Butzbach in eine Sickerwassergrube ein. (Butzbach 1633)